# Exarrhenus egens
Exarrhenus egens – gatunek chrząszcza z rodziny kózkowatych i podrodziny zgrzypikowych. Jedyny przedstawiciel rodzaju Exarrhenus.

## Zasięg występowania
Gatunek ten występuje w Papui-Nowej Gwinei.